# توازن السوائل

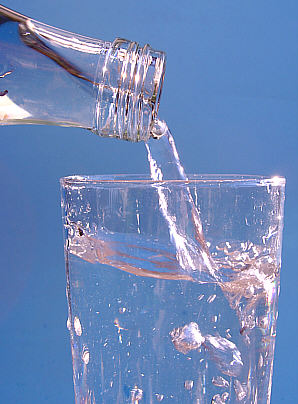

توازن السوائل  هو جانب من جوانب التوازن الداخلي في الكائنات الحية التي تحتاج إلى التحكم في كمية الماء في الكائن الحي، عن طريق التنظيم  الاسموزي والسلوك، بحيث تبقى تركيزات المحاليل الكهربائية (الأملاح في المحلول) في السوائل المختلفة داخل الجسم ضمن نطاقات صحية.
يتمثل المبدأ الأساسي لتوازن السوائل في أن كمية الماء المفقودة من الجسم يجب أن تساوي كمية الماء المأخوذة؛ على سبيل المثال، في البشر، يجب أن تتساوى المخرجات  (عن طريق التنفس، العرق، التبول، التغوط، البلغم) بالمدخلات (عن طريق الأكل والشرب، أو عن طريق الحقن).
Euvolemia هي حالة حجم سائل الجسم الطبيعي، بما في ذلك حجم الدم، حجم السائل الخلالي، وحجم السوائل داخل الخلايا. نقص حجم الدم وفرط الدم هما حالة من عدم الاتزان. الماء ضروري لجميع أشكال الحياة على الأرض. يمكن للبشر البقاء على قيد الحياة لمدة 4 إلى 6 أسابيع بدون طعام ولكن فقط لبضعة أيام بدون ماء.
التعرق الغزير يمكن أن يزيد من الحاجة إلى استبدال الكهارل. اختلال توازن الماء والكهارل ينتج الصداع والتعب إذا كان خفيفًا؛ المرض إذا كان معتدلا، وأحيانا يؤدي الي الموت إذا كان حادا. على سبيل المثال، التسمم بالماء (الذي يؤدي إلى نقص صوديوم الدم)، وهو عملية استهلاك كمية كبيرة من الماء بسرعة كبيرة، يمكن أن تكون قاتلة.
تؤدي حالات النقص في ماء الجسم إلى انكماش حجم السوائل والجفاف. الإسهال هو تهديد لحجم الماء في الجسم ومستويات الكهارل، وهذا هو السبب في أن الأمراض التي تسبب الإسهال تشكل تهديدات كبيرة لتوازن السوائل.

## التطبيقات

### استهلاك الماء
تختلف كمية الماء حسب الافراد، لأنها تعتمد على حالة الشخص، وكمية التمارين البدنية، وعلى درجة الحرارة والرطوبة البيئية.
في الولايات المتحدة، يبلغ الاستهلاك اليومي المرجعي (RDI) للمياه 3.7 لترًا في اليوم (لتر / يوم) للذكور الذين تزيد أعمارهم عن 18 عامًا، و2.7 لتر / يوم للإناث البشرية الأكبر من 18 عامًا  ومنها الماء في الطعام والمشروبات ومياه الشرب. المفهوم الخاطئ الشائع بأن الجميع يجب أن يشرب ليترين (68 أونصة، أو حوالي 8 أكواب من 8 أونصات) من الماء في اليوم الواحد لا يدعمه البحث العلمي. لم تستطع المراجعات المختلفة لجميع المؤلفات العلمية حول الموضوع الذي تم إجراؤه في عامي 2002 - 2008 العثور على أي دليل علمي قوي يوصى بشرب ثمان أكواب من الماء يومياً. على سبيل المثال، سيتطلب الأشخاص في المناخ الأكثر حرارة كمية أكبر من الماء من أولئك الذين في المناخات الباردة.
عطش الأفراد يوفر دليلا أفضل لمقدار المياه التي يحتاجونها بدلا من رقم محدد أو ثابت. وهناك مبدأ توجيهي أكثر مرونة هو أن الشخص العادي يجب أن يتبول 4 مرات في اليوم الواحد، وأن يكون البول لونًه أصفر فاتح.
هناك حاجة إلى إمدادات ثابتة لتجديد السوائل المفقودة من خلال الأنشطة الفسيولوجية الطبيعية، مثل التنفس والتعرق والتبول. يساهم الغذاء من 0.5 إلى 1 لتر / يوم، وتنتج عملية الاستقلاب  للبروتين والدهون والكربوهيدرات 0.25 إلى 0.4 لتر / يوم،  مما يعني أن من 2 إلى 3 لتر / يوم من الماء للرجال و 1 إلى 2 لتر / يوم للنساء يجب استهلاكه من الماء على شكل مائع لتلبية الاستهلاك اليومي المرجعي الموصى به (RDI).

#### العناصر الزهيدة
من حيث المغذيات المعدنية، ليس من الواضح ما هي مساهمة مياه الشرب. ومع ذلك، فإن المعادن اللاعضوية تدخل المياه السطحية والمياه الجوفية بشكل عام عن طريق جريان مياه الأمطار أو من خلال قشرة الأرض. عمليات المعالجة تؤدي أيضا إلى وجود بعض المعادن. وتشمل الأمثلة الكالسيوم والزنك والمنغنيز والفوسفات والفلوريد ومركبات الصوديوم. توفر المياه المتولدة من عملية التمثيل الغذائي البيوكيميائي للعناصر الغذائية نسبة كبيرة من الاحتياجات اليومية للمياه لبعض المفصليات والحيوانات الصحراوية، ولكنها لا توفر سوى جزء صغير من مدخلات الإنسان اللازمة من السوائل.
هناك مجموعة متنوعة من العناصر الزهيده الموجودة في كل المياه الصالحة للشرب، وبعضها يلعب دورًا في عملية الأيض. على سبيل المثال، الصوديوم والبوتاسيوم والكلوريد هي مواد كيميائية شائعة توجد بكميات صغيرة في معظم المياه، وهذه العناصر تلعب دورًا في أيض الجسم. عناصر أخرى مثل الفلورايد، يمكن القول أنها مفيدة في تراكيز منخفضة، حيث انها  يمكن أن تسبب مشاكل بالأسنان وغيها من المشاكل عند وجودها على مستويات عالية التركيز. فالماء ضروري لنمو أجسامنا الحفاظ عليها، حيث أنه يشارك في عدد من العمليات البيولوجية.

### الاستخدام الطبي

#### آثار المرض
عندما يكون الشخص مريضًا، يمكن فقدان السوائل من خلال التقيؤ والإسهال والنزف. الفرد في خطر متزايد من الجفاف في هذه الحالات، حيث أن الكلى ستجد صعوبة أكبر في تناسب فقدان السوائل عن طريق تقليل إنتاج البول (ولكن يجب على الكلى أن تنتج على الأقل بعض البول من أجل إفراز الفضلات  الأيضية).

#### علاج الجفاف عن طريق الفم (العلاج بالإماهة الفموية)
علاج الإماهة الفموية (ORT)، هو نوع من استبدال السوائل ويستخدم كعلاج للجفاف. في المستشفى، يتم مراقبة توازن السوائل بعناية. هذا يوفر معلومات حول حالة المريض من حيث كمية الماء  (الاماهه)، وظيفة الكلى وظيفة القلب والأوعية الدموية.
- إذا كان فقدان السوائل أكبر من كسب السوائل (على سبيل المثال إذا كان المريض يتقيأ ومصاب بالإسهال)، يقال أن المريض يعاني من توازن سلبي في هذه الحالة، في  هذه الحالة يتم إعطاء السائل في الوريد لتعويض الخسارة.
- من ناحية أخرى، قد يشير وجود توازن إيجابي في السائل (حيث يكون كسب السوائل أكبر من فقدان السوائل) إلى وجود مشكلة في الجهاز الكلوي أو القلب والأوعية الدموية.

إذا كان ضغط الدم منخفضا (انخفاض ضغط الدم)، فإن معدل الترشيح في الكليتين سوف يقلل، مما يتسبب في تقليل إعادة امتصاص السوائل وبالتالي تقليل كمية البول. لذلك فإن القياس الدقيق لتوازن السوائل هو أداة تشخيصية مهمة، ويسمح بالتدخل السريع لتصحيح اختلال التوازن.

## طرق فقدان السوائل والكسب
يمكن ان يغادر السائل الجسم بعدة طرق. يمكن للسوائل أن تدخل الجسم كمياه، وكأطعمة ومشروبات مبتلعة، وبدرجة أقل كماء استقلابي ينتج كمنتج ثانوي للتنفس الهوائي (التنفس الخلوي) وتفاعلات نزع الماء.

### المدخلات
هناك حاجة إلى إمدادات ثابتة لتجديد السوائل المفقودة من خلال الأنشطة الفسيولوجية الطبيعية، مثل التنفس والتعرق والتبول. توفر المياه المتولدة من التمثيل الغذائي البيوكيميائي للمغذيات نسبة كبيرة من الاحتياجات اليومية للمياه لبعض الحيوانات المفصلية  والحيوانات الصحراوية، ولكنها لا توفر سوى جزء صغير من مدخول الإنسان اللازم.
في حالة الراحة العادية، يبلغ مدخول المياه من خلال السوائل المبتلعة حوالي 1200 مل / يوم، من الأطعمة 1000 مل / يوم ومن التنفس الهوائي 300 مل / يوم، ويبلغ مجموعها 2500 مل / يوم.

#### تنظيم المدخلات
يتم تنظيم إدخال الماء بشكل رئيسي من خلال السوائل المبتلعة، والتي بدورها تعتمد على العطش. يتم استشعار هذا من قبل المستقبلات الاسموزية في العضو الوعائي للصفيحة الانتهائية، والتي تسبب العطش. يمكن أن يقاوم العطش إلى حد ما اراديا، كما هو الحال أثناء تقييد (اقتطاع) السوائل.
عادة ما تتكيف الكليتان البشريتان مع مستويات متفاوتة من استهلاك الماء. وستتطلب الكلى وقتا للتكيف مع مستوى مدخول المياه الجديد. هذا يمكن أن يسبب اصابة  شخص ما يشرب الكثير من الماء بالجفاف بسهولة أكبر من الشخص الذي يشرب بشكل روتيني أقل .

### المخرجات
- تخرج غالبية السوائل عبر البول، حوالي 1500 مل / يوم (حوالي 1.59 qt / يوم) في حالة الراحة وفي الوضع الطبيعي  للبالغين .[10]
- يتم فقدان بعض السوائل من خلال العرق (جزء من آلية التحكم في درجة حرارة الجسم) وبخار الماء في هواء الزفير. وتسمى هذه «خسائر السوائل التي لا يمكن إدراكه أو اللامحسوسه» لأنه لا يمكن قياسها بسهولة.  تقول بعض المصادر أن الفقدان  الغير مدرك  يمثل 500 إلى 650 مل / يوم (من 0.5 إلى 0.6 qt) من الماء لدى البالغين، [9] [11] بينما تضع مصادر أخرى القيمة الدنيا عند 800 مل (0.8) (qt).[11]

في الأطفال، واحد من الحسابات المستخدمة لفقدان السوائل غير الحسية هو مساحة سطح الجسم 400 م / م 2.
- بالإضافة إلى ذلك، يفقد الشخص البالغ حوالي 100 مل / يوم من السوائل عبر البراز.

- بالنسبة للإناث، يتم فقدان 50 مل / يوم إضافية من خلال الإفرازات المهبلية.

هذه المخرجات متوازنة مع المدخلات ~ 2500 مل / يوم.

#### تنظيم إخراج السوائل
وهي  آليات للمحافظة على الاتزان الداخلي  في الجسم، والتي تحافظ على بيئة داخلية ثابتة، والتي تضمن حالة اتزان بين السوائل المكتسبة والسوائل المفقودة . تلعب الهرمونات المضادة  لادرار البول فازوبريسين (ADH) والألدوستيرون الدور الرئيسي في ذلك.
- إذا أصبح الجسم يعاني من نقص في السوائل، فسوف يكون هناك زيادة في إفراز هذه الهرمونات، مما يؤدي إلى تخفيض السوائل عن طريق الكلى وتقليل البول.
- على العكس، إذا كانت مستويات السوائل زائدة، يتم إفراز هذه الهرمونات، مما يؤدي إلى تقليل الاحتفاظ بالسوائل عن طريق الكلى وبالتالي زيادة في حجم البول المنتج.

##### الهرمون المضاد لإدرار البول
إذا أصبح الجسم يعاني من نقص في السوائل، فسوف يتم استشعاره من خلال المستقبلات الاسموزية في  العضو الوعائي من الصفيحة الانتهائية والعُضْوُ تَحْتَ القَبْوِ. تتطابق هذه المناطق مع النواة فوق البصرية والنواة جانب البطينية، التي تحتوي على الخلايا العصبية التي تفرز الهرمون المضاد لإدرار البول، فازوبريسين، من نهاياتها العصبية في الغدة النخامية الخلفية. وبالتالي، سيكون هناك زيادة في إفراز الهرمون المضاد لإدرار البول، مما يؤدي إلى الاحتفاظ السوائل عن طريق الكلى وتقليل إخراج البول.

##### الدوستيرون
يؤدي نقصان  السوائل إلى انخفاض التروية في الجهاز المجاور للكبيبات في الكليتين. هذا ينشط نظام رينين أنجيوتنسين .  ومن بين الإجراءات الأخرى، فإنه يسبب الأنابيب الكلوية (أي الأنابيب الملتوية البعيدة والقنوات الجامعة القشرية) لإعادة امتصاص المزيد من الصوديوم والماء من البول. يفرز البوتاسيوم في النبيب مقابل الصوديوم، الذي يعاد امتصاصه. يحفز نظام الرينين-أنجيوتنسين المنشط الطبقة التكويرية أو الكبيبية للقشرة الكظرية التي تفرز بدورها هرمون الألدوستيرون. هذا الهرمون يحفز إعادة امتصاص أيونات الصوديوم من الأنابيب البعيدة والقنوات الجامعة . لا يمكن للماء في التجويف الأنبوبي أن يتبع إعادة امتصاص الصوديوم اسموزيا، لأن هذا الجزء من الكلية غير منفذ للماء؛ لذلك يتطلب تحرير الفاسوبريسين (ADH (لزيادة تعبير قنوات الاكوابورين في القناة الجامعة القشرية، مما يسمح بإعادة امتصاص  الماء.